# Acteurs récompensés aux César du cinéma
Cet article propose la liste d'acteurs récompensés aux César du cinéma d'un prix d'interprétation.
Elle comprend les acteurs ayant remporté au moins une fois, l'une des trois catégories suivantes :
- César de la meilleure révélation masculine ;
- César du meilleur acteur dans un second rôle ;
- César du meilleur acteur.

## Détails
| Année | Cérémonie     | Révélation masculine   | Révélation masculine                          | Second rôle masculin   | Second rôle masculin                                    | Premier rôle masculin  | Premier rôle masculin                      |
| ----- | ------------- | ---------------------- | --------------------------------------------- | ---------------------- | ------------------------------------------------------- | ---------------------- | ------------------------------------------ |
| 1976  | 1re cérémonie | N'existe pas           | N'existe pas                                  | Jean Rochefort         | Que la fête commence...                                 | Philippe Noiret (1)    | Le Vieux Fusil                             |
| 1977  | 2e cérémonie  | N'existe pas           | N'existe pas                                  | Claude Brasseur        | Un éléphant ça trompe énormément et Le Grand Escogriffe | Michel Galabru         | Le Juge et l'Assassin                      |
| 1978  | 3e cérémonie  | N'existe pas           | N'existe pas                                  | Jacques Dufilho (1)    | Le Crabe-Tambour                                        | Jean Rochefort         | Le Crabe-Tambou                            |
| 1979  | 4e cérémonie  | N'existe pas           | N'existe pas                                  | Jacques Villeret       | Robert et Robert                                        | Michel Serrault (1)    | La Cage aux folles                         |
| 1980  | 5e cérémonie  | N'existe pas           | N'existe pas                                  | Jean Bouise            | Coup de tête                                            | Claude Brasseur        | La Guerre des polices                      |
| 1981  | 6e cérémonie  | N'existe pas           | N'existe pas                                  | Jacques Dufilho (2)    | Un mauvais fils                                         | Gérard Depardieu (1)   | Le Dernier Métro                           |
| 1982  | 7e cérémonie  | N'existe pas           | N'existe pas                                  | Guy Marchand           | Garde à vue                                             | Michel Serrault (2)    | Garde à vue                                |
| 1983  | 8e cérémonie  | Christophe Malavoy     | Family Rock                                   | Jean Carmet (1)        | Les Misérables                                          | Philippe Léotard       | La Balance                                 |
| 1984  | 9e cérémonie  | Richard Anconina       | Tchao Pantin                                  | Richard Anconina       | Tchao Pantin                                            | Coluche                | Tchao Pantin                               |
| 1985  | 10e cérémonie | Pierre-Loup Rajot      | Souvenirs, Souvenirs                          | Richard Bohringer      | L'Addition                                              | Alain Delon            | Notre histoire                             |
| 1986  | 11e cérémonie | Wadeck Stanczak        | Rendez-vous                                   | Michel Boujenah        | Trois Hommes et un couffin                              | Christophe Lambert     | Subway                                     |
| 1987  | 12e cérémonie | Isaach de Bankolé      | Black Mic-Mac                                 | Pierre Arditi          | Mélo                                                    | Daniel Auteuil (1)     | Jean de Florette et Manon des sources      |
| 1988  | 13e cérémonie | Thierry Frémont        | Travelling avant                              | Jean-Claude Brialy     | Les Innocents                                           | Richard Bohringer      | Le Grand Chemin                            |
| 1989  | 14e cérémonie | Stéphane Freiss        | Chouans !                                     | Patrick Chesnais       | La Lectrice                                             | Jean-Paul Belmondo     | Itinéraire d'un enfant gâté                |
| 1990  | 15e cérémonie | Yvan Attal             | Un monde sans pitié                           | Robert Hirsch          | Hiver 54, l'abbé Pierre                                 | Philippe Noiret (2)    | La Vie et rien d'autre                     |
| 1991  | 16e cérémonie | Gérald Thomassin       | Le Petit Criminel                             | Jacques Weber          | Cyrano de Bergerac                                      | Gérard Depardieu (2)   | Cyrano de Bergerac                         |
| 1992  | 17e cérémonie | Manuel Blanc           | J'embrasse pas                                | Jean Carmet (2)        | Merci la vie                                            | Jacques Dutronc        | Van Gogh                                   |
| 1993  | 18e cérémonie | Emmanuel Salinger      | La Sentinelle                                 | André Dussollier (1)   | Un cœur en hiver                                        | Claude Rich            | Le Souper                                  |
| 1994  | 19e cérémonie | Olivier Martinez       | Un, deux, trois, soleil                       | Fabrice Luchini        | Tout ça… pour ça !                                      | Pierre Arditi          | Smoking / No Smoking                       |
| 1995  | 20e cérémonie | Mathieu Kassovitz      | Regarde les hommes tomber                     | Jean-Hugues Anglade    | La Reine Margot                                         | Gérard Lanvin          | Le Fils préféré                            |
| 1996  | 21e cérémonie | Guillaume Depardieu    | Les Apprentis                                 | Eddy Mitchell          | Le bonheur est dans le pré                              | Michel Serrault (3)    | Nelly et Monsieur Arnaud                   |
| 1997  | 22e cérémonie | Mathieu Amalric        | Comment je me suis disputé… (ma vie sexuelle) | Jean-Pierre Darroussin | Un air de famille                                       | Philippe Torreton      | Capitaine Conan                            |
| 1998  | 23e cérémonie | Stanislas Merhar       | Nettoyage à sec                               | Jean-Pierre Bacri      | On connaît la chanson                                   | André Dussollier       | On connaît la chanson                      |
| 1999  | 24e cérémonie | Bruno Putzulu          | Petits Désordres amoureux                     | Daniel Prévost         | Le Dîner de cons                                        | Jacques Villeret       | Le Dîner de cons                           |
| 2000  | 25e cérémonie | Éric Caravaca          | C'est quoi la vie ?                           | François Berléand      | Ma petite entreprise                                    | Daniel Auteuil (2)     | La Fille sur le pont                       |
| 2001  | 26e cérémonie | Jalil Lespert          | Ressources humaines                           | Gérard Lanvin          | Le Goût des autres                                      | Sergi López            | Harry, un ami qui vous veut du bien        |
| 2002  | 27e cérémonie | Robinson Stévenin      | Mauvais Genres                                | André Dussollier (2)   | La Chambre des officiers                                | Michel Bouquet (1)     | Comment j'ai tué mon père                  |
| 2003  | 28e cérémonie | Jean-Paul Rouve        | Monsieur Batignole                            | Bernard Le Coq         | Se souvenir des belles choses                           | Adrien Brody           | Le Pianiste                                |
| 2004  | 29e cérémonie | Grégori Derangère      | Bon Voyage                                    | Darry Cowl             | Pas sur la bouche                                       | Omar Sharif            | Monsieur Ibrahim et les Fleurs du Coran    |
| 2005  | 30e cérémonie | Gaspard Ulliel         | Un long dimanche de fiançailles               | Clovis Cornillac       | Mensonges et trahisons et plus si affinités...          | Mathieu Amalric (1)    | Rois et Reine                              |
| 2006  | 31e cérémonie | Louis Garrel           | Les Amants réguliers                          | Niels Arestrup (1)     | De battre mon cœur s'est arrêté                         | Michel Bouquet (2)     | Le Promeneur du Champ-de-Mars              |
| 2007  | 32e cérémonie | Malik Zidi             | Les Amitiés maléfiques                        | Kad Merad              | Je vais bien, ne t'en fais pas                          | François Cluzet        | Ne le dis à personne                       |
| 2008  | 33e cérémonie | Laurent Stocker        | Ensemble, c'est tout                          | Sami Bouajila          | Les Témoins                                             | Mathieu Amalric (2)    | Le Scaphandre et le Papillon               |
| 2009  | 34e cérémonie | Marc-André Grondin     | Le Premier Jour du reste de ta vie            | Jean-Paul Roussillon   | Un conte de Noël                                        | Vincent Cassel         | L'Instinct de mort et L'Ennemi public no 1 |
| 2010  | 35e cérémonie | Tahar Rahim            | Un prophète                                   | Niels Arestrup (2)     | Un prophète                                             | Tahar Rahim            | Un prophète                                |
| 2011  | 36e cérémonie | Édgar Ramírez          | Carlos                                        | Michael Lonsdale       | Des hommes et des dieux                                 | Éric Elmosnino         | Gainsbourg (vie héroïque)                  |
| 2012  | 37e cérémonie | Grégory Gadebois       | Angèle et Tony                                | Michel Blanc           | L'Exercice de l'État                                    | Omar Sy                | Intouchables                               |
| 2013  | 38e cérémonie | Matthias Schoenaerts   | De rouille et d'os                            | Guillaume de Tonquédec | Le Prénom                                               | Jean-Louis Trintignant | Amour                                      |
| 2014  | 39e cérémonie | Pierre Deladonchamps   | L'Inconnu du lac                              | Niels Arestrup (3)     | Quai d'Orsay                                            | Guillaume Gallienne    | Les Garçons et Guillaume, à table !        |
| 2015  | 40e cérémonie | Kévin Azaïs            | Les Combattants                               | Reda Kateb             | Hippocrate                                              | Pierre Niney           | Yves Saint Laurent                         |
| 2016  | 41e cérémonie | Rod Paradot            | La Tête haute                                 | Benoît Magimel         | La Tête haute                                           | Vincent Lindon         | La Loi du marché                           |
| 2017  | 42e cérémonie | Niels Schneider        | Diamant noir                                  | James Thierrée         | Chocolat                                                | Gaspard Ulliel         | Juste la fin du monde                      |
| 2018  | 43e cérémonie | Nahuel Pérez Biscayart | 120 Battements par minute                     | Antoine Reinartz       | 120 Battements par minute                               | Swann Arlaud           | Petit Paysan                               |
| 2019  | 44e cérémonie | Dylan Robert           | Shéhérazade                                   | Philippe Katerine      | Le Grand Bain                                           | Alex Lutz              | Guy                                        |
| 2020  | 45e cérémonie | Alexis Manenti         | Les Misérables                                | Swann Arlaud (1)       | Grâce à Dieu                                            | Roschdy Zem            | Roubaix, une lumière                       |
| 2021  | 46e cérémonie | Jean-Pascal Zadi       | Tout simplement noir                          | Nicolas Marié          | Adieu les cons                                          | Sami Bouajila          | Un fils                                    |
| 2022  | 47e cérémonie | Benjamin Voisin        | Illusions perdues                             | Vincent Lacoste        | Illusions perdues                                       | Benoît Magimel (1)     | De son vivant                              |
| 2023  | 48e cérémonie | Bastien Bouillon       | La Nuit du 12                                 | Bouli Lanners          | La Nuit du 12                                           | Benoît Magimel (2)     | Pacifiction : Tourment sur les Îles        |
| 2024  | 49e cérémonie | Raphaël Quenard        | Chien de la casse                             | Swann Arlaud (2)       | Anatomie d'une chute                                    | Arieh Worthalter       | Le Procès Goldman                          |
| 2025  | 50e cérémonie | Abou Sangaré           | L'Histoire de Souleymane                      | Alain Chabat           | L'Amour ouf                                             | Karim Leklou           | Le Roman de Jim                            |

## Acteurs récompensés plusieurs fois
| Acteur            | Révélation masculine                                   | Second rôle masculin                                                                | Premier rôle masculin                                                              | Nbr |
| ----------------- | ------------------------------------------------------ | ----------------------------------------------------------------------------------- | ---------------------------------------------------------------------------------- | --- |
| Mathieu Amalric   | 1 Comment je me suis disputé… (ma vie sexuelle) (1997) | -                                                                                   | 2 Rois et Reine (2005) ; Le Scaphandre et le Papillon (2008)                       | 3   |
| Richard Anconina  | 1 Tchao Pantin (1984)                                  | 1 Tchao Pantin (1984)                                                               | -                                                                                  | 2   |
| Pierre Arditi     | -                                                      | 1 Mélo (1987)                                                                       | 1 Smoking / No Smoking (1994)                                                      | 2   |
| Niels Arestrup    | -                                                      | 3 De battre mon cœur s'est arrêté (2006) ; Un prophète (2010) ; Quai d'Orsay (2014) | -                                                                                  | 3   |
| Swann Arlaud      | -                                                      | 2 Grâce à Dieu (2020) ; Anatomie d'une chute (2024)                                 | 1 Petit Paysan (2018)                                                              | 3   |
| Daniel Auteuil    | -                                                      | -                                                                                   | 2 Jean de Florette et Manon des sources (1987) ; La Fille sur le pont (2000)       | 2   |
| Richard Bohringer | -                                                      | 1 L'Addition (1985)                                                                 | 1 Le Grand Chemin (1988)                                                           | 2   |
| Sami Bouajila     | -                                                      | 1 Les Témoins (2008)                                                                | 1 Un fils (2021)                                                                   | 2   |
| Michel Bouquet    | -                                                      | -                                                                                   | 2 Comment j'ai tué mon père (2002) ; Le Promeneur du Champ-de-Mars (2006)          | 2   |
| Claude Brasseur   | -                                                      | 1 Un éléphant ça trompe énormément et Le Grand Escogriffe (1977)                    | 1 La Guerre des polices (1980)                                                     | 2   |
| Jean Carmet       | -                                                      | 2 Les Misérables (1983) ; Merci la vie (1992)                                       | -                                                                                  | 2   |
| Gérard Depardieu  | -                                                      | -                                                                                   | 2 Le Dernier Métro (1981) ; Cyrano de Bergerac (1991)                              | 2   |
| Jacques Dufilho   | -                                                      | 2 Le Crabe-Tambour (1978) ; Un mauvais fils (1981)                                  | -                                                                                  | 2   |
| André Dussollier  | -                                                      | 2 Un cœur en hiver (1993) ; La Chambre des officiers (2002)                         | 1 On connaît la chanson (1998)                                                     | 3   |
| Gérard Lanvin     | -                                                      | 1 Le Goût des autres (2001)                                                         | 1 Le Fils préféré (1995)                                                           | 2   |
| Benoît Magimel    | -                                                      | 1 La Tête haute (2016)                                                              | 2 De son vivant (2022) ; Pacifiction : Tourment sur les Îles (2023)                | 3   |
| Philippe Noiret   | -                                                      | -                                                                                   | 2 Le Vieux Fusil (1976) ; La Vie et rien d'autre (1990)                            | 2   |
| Tahar Rahim       | 1 Un prophète (2010)                                   | -                                                                                   | 1 Un prophète (2010)                                                               | 2   |
| Jean Rochefort    | -                                                      | 1 Que la fête commence... (1976)                                                    | 1 Le Crabe-Tambour (1978)                                                          | 2   |
| Michel Serrault   | -                                                      | -                                                                                   | 3 La Cage aux folles (1979) ; Garde à vue (1982) ; Nelly et Monsieur Arnaud (1996) | 3   |
| Gaspard Ulliel    | 1 Un long dimanche de fiançailles (2005)               | -                                                                                   | 1 Juste la fin du monde (2017)                                                     | 2   |
| Jacques Villeret  | -                                                      | 1 Robert et Robert (1979)                                                           | 1 Le Dîner de cons (1999)                                                          | 2   |

## Films avec plusieurs récompenses d'acteurs
| Année | Cérémonie     | Film                      | Révélation masculine   | Second rôle masculin | Premier rôle masculin | Nbr |
| ----- | ------------- | ------------------------- | ---------------------- | -------------------- | --------------------- | --- |
| 1978  | 3e cérémonie  | Le Crabe-Tambour          | N'existe pas           | Jacques Dufilho      | Jean Rochefort        | 2   |
| 1982  | 7e cérémonie  | Garde à vue               | N'existe pas           | Guy Marchand         | Michel Serrault       | 2   |
| 1984  | 9e cérémonie  | Tchao Pantin              | Richard Anconina       | Richard Anconina     | Coluche               | 3   |
| 1991  | 16e cérémonie | Cyrano de Bergerac        | -                      | Jacques Weber        | Gérard Depardieu      | 2   |
| 1998  | 23e cérémonie | On connaît la chanson     | -                      | Jean-Pierre Bacri    | André Dussollier      | 2   |
| 1999  | 24e cérémonie | Le Dîner de cons          | -                      | Daniel Prévost       | Jacques Villeret      | 2   |
| 2010  | 35e cérémonie | Un prophète               | Tahar Rahim            | Niels Arestrup       | Tahar Rahim           | 3   |
| 2016  | 41e cérémonie | La Tête haute             | Rod Paradot            | Benoît Magimel       | -                     | 2   |
| 2018  | 43e cérémonie | 120 Battements par minute | Nahuel Pérez Biscayart | Antoine Reinartz     | -                     | 2   |
| 2022  | 47e cérémonie | Illusions perdues         | Benjamin Voisin        | Vincent Lacoste      | -                     | 2   |
| 2023  | 48e cérémonie | La Nuit du 12             | Bastien Bouillon       | Bouli Lanners        | -                     | 2   |